# Svercus palmetorum
Svercus palmetorum è una piccola specie di grillo della famiglia Gryllidae.

## Descrizione e comportamento
I maschi adulti crescono fino a una lunghezza di 10,9–13,6 millimetri (0,43–0,54 in), mentre le femmine raggiungono 11,5–13 millimetri (0,45–0,51 in). Il colore d'assieme è nerastro, con una banda biancastra sulla fronte. In entrambi i sessi, le ali posteriori sono ridotte e le ali anteriori coprono l'interezza dell'addome. La specie assomiglia a Modicogryllus algirius ma è più grande e può essere agevolmente riconosciuta dalle ali più corte, dalla forma dei genitali maschili e dal suo tipico, ininterrotto melodioso e nitido canto, emesso al frenetico ritmo di fino a 150 sillabe al secondo.

## Distribuzione e habitat
La sottospecie Svercus p. palmetorum è ampiamente diffusa in Nord Africa, Asia Sud-Occidentale, Cipro e Malta - in Italia è stato osservato in Sardegna, Sicilia, Calabria, e probabilmente la sottospecie si può incontrare anche in Corsica. Recentemente è stato riconosciuto anche sulle spiagge dell’Adriatico, in particolar modo a Lignano Sabbiadoro.
Un'altra sottospecie,  Svercus p. geonomes (Otte & Cade, 1984), vive in Africa meridionale e in Madagascar.

## Biologia
Gli adulti si trovano in Primavera e Estate in ambienti piuttosto umidi o anche salmastri, e possono tuffarsi e nuotare in caso di necessità.
La sua piccola dimensione e la sua mobilità rende questa specie difficile da catturare, ma può essere attratta da trappole alimentari con aceto e birra, e talora può essere trovata nelle trappole a caduta.

## Galleria d'immagini

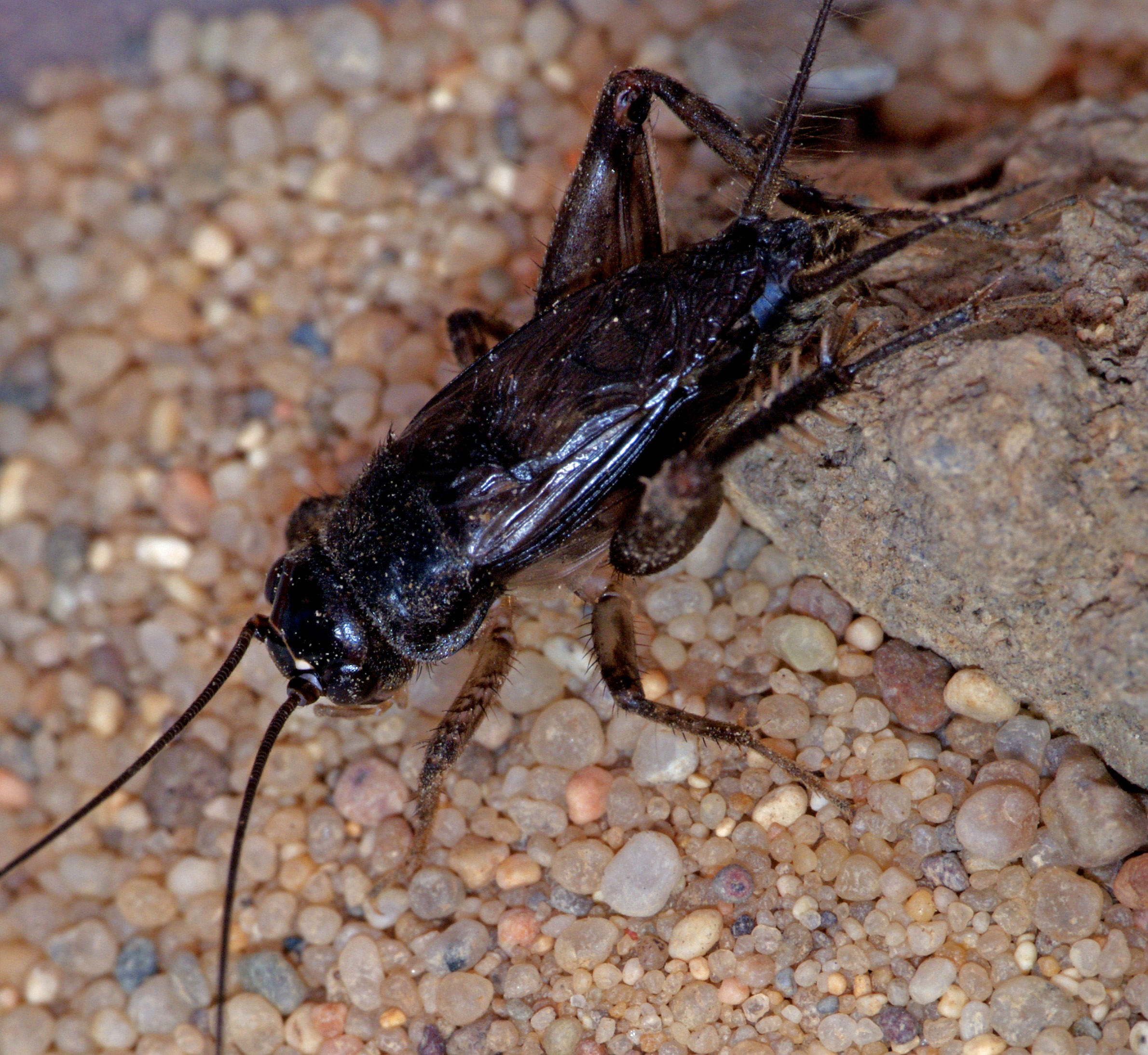
Un esemplare maschio sardo di Svercus p. palmetorum (Krauss, 1902) da Fluminimaggiore
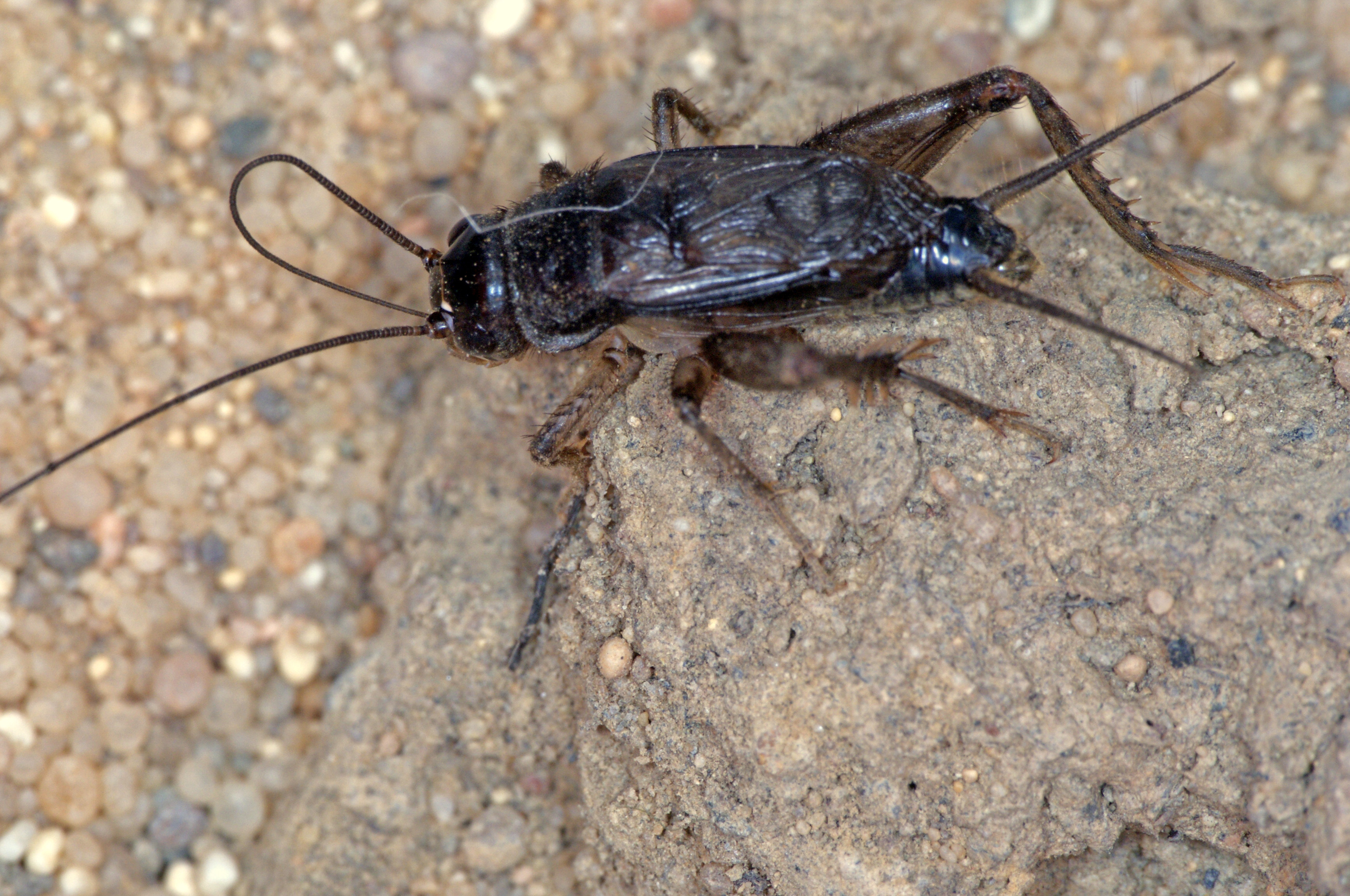
Lo stesso esemplare ripreso mentre si pulisce le antenne